# Typhlodromus praeacutus
Typhlodromus praeacutus är en spindeldjursart som beskrevs av van der Merwe 1968. Typhlodromus praeacutus ingår i släktet Typhlodromus och familjen Phytoseiidae. Inga underarter finns listade i Catalogue of Life.